# Социальное предпринимательство в Чехии

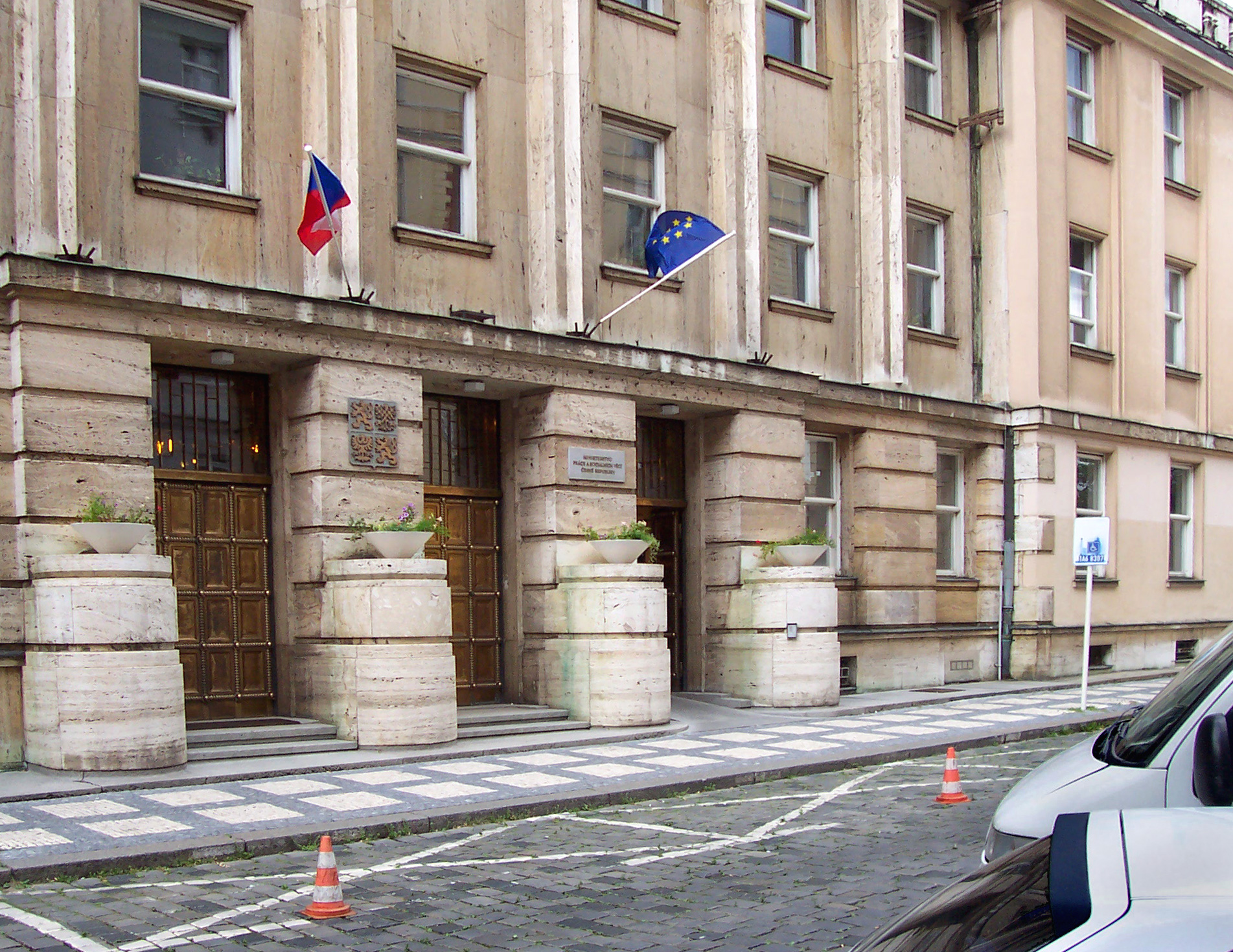
Здание Министерства труда и социальных вопросов Республики Чехия

По состоянию на первую половину 2015 года социальное предпринимательство в Чехии ещё не имеет строгого законодательного определения.
Самым полным источником о его представителях внутри страны признаётся Каталог социальных предпринимателей, опубликованный на сайте ceske-socialni-podnikani.cz. Этот список формировался с помощью телефонных опросов. К маю 2015 года в Чехии было зарегистрировано около 200 социальных предприятий. Ведётся разработка законопроекта о социальном предпринимательстве, который должен быть представлен общественности до конца декабря. В настоящее время социальное предпринимательство находится в зоне ответственности Министерства труда и социальных вопросов Республики Чехия.

## Становление социального предпринимательства в Чехии
Доктор философии Университета Яна Эвангелиста Пуркине в Усти-на-Лабе Магдалена Ханкова предложила разделить историю чешского социального предпринимательства на три периода:
- До 1938 года (в начале 1900 годов в Чехии создавалось много кооперативов. Ханкова в какой-то мере относит к социальным и предприятие Томаша Бати, значительно сократившее безработицу в южной Моравии в первой трети XX века);
- 1948—1989 годы (кооперативы перестали носить добровольный характер и превратились в инструмент централизованной плановой экономики, функции социального обустройства полностью взяло на себя государство);
- После 1989 года (переход к рыночной экономике).

К 2015 году государственная концепция развития социального предпринимательства ещё не была разработана, хотя ведутся исследования и подготовка законопроекта, который в отредактированном варианте должен быть опубликован в четвёртом квартале. В настоящее время основные положения, которыми пользуются предприниматели Чехии, в том числе социальные, для которых не предусмотрены какие-либо преференции, прописаны в Законах 90/2012 «О хозяйственных корпорациях», 262/2006 «Об осуществлении государственных закупок» (в нём предусматривается возможность участия в госзакупках предприятий, на которых работает свыше 50 процентов инвалидов, но, как правило, эти предписания применяются редко), 563/1991 «О бухгалтерском учёте» и 435/2004 «О занятости».
Однако стоит отметить, что ещё в 2012 году в Чехии был принят Закон «О коммерческих предприятиях и кооперативах», вступивший в силу в 2014 году. В этом законе прописаны некоторые принципы создания социальных кооперативов, но, по мнению ряда специалистов, особой роли в развитии социального предпринимательства эти положения не играют. Согласно закону, социальными называются те кооперативы, деятельность которых направлена на содействие социальной сплочённости, трудоустройство и интеграцию людей из уязвимых групп населения, удовлетворение потребностей региона с использованием местных ресурсов.

## Информационная и финансовая поддержка
В Чехии действует интернет-портал ceske-socialni-podnikani.cz, который аккумулирует практически всю важную информацию, относящуюся к социальному предпринимательству. На сайте есть каталог социальных предприятий, разработанный при помощи телефонных опросов. Первоисточником справочника послужили разработки функционировавшей с 2009 по 2011 годы Тематической сети по социальной экономике (англ. TESSEA), объединившей предпринимателей, НКО, ВУЗы для создания инфраструктуры для развития социальной экономики. Руководила проектом TESSEA Петра Францова, директор некоммерческой организации P3 (People — Planet — Profit). В рамках проекта проходили различные конференции с участием представителей правительства и специалистов из области социальной экономики из Великобритании, Польши, Словакии и Бельгии.
Финансовую поддержку социальные предприниматели Чехии могут получить по нескольким программам. Самые известные из них — программы Академии социального предпринимательства Чешского сбербанка, банка ERSTE, Премия социального воздействия и премия SozialMarie.

## Примеры

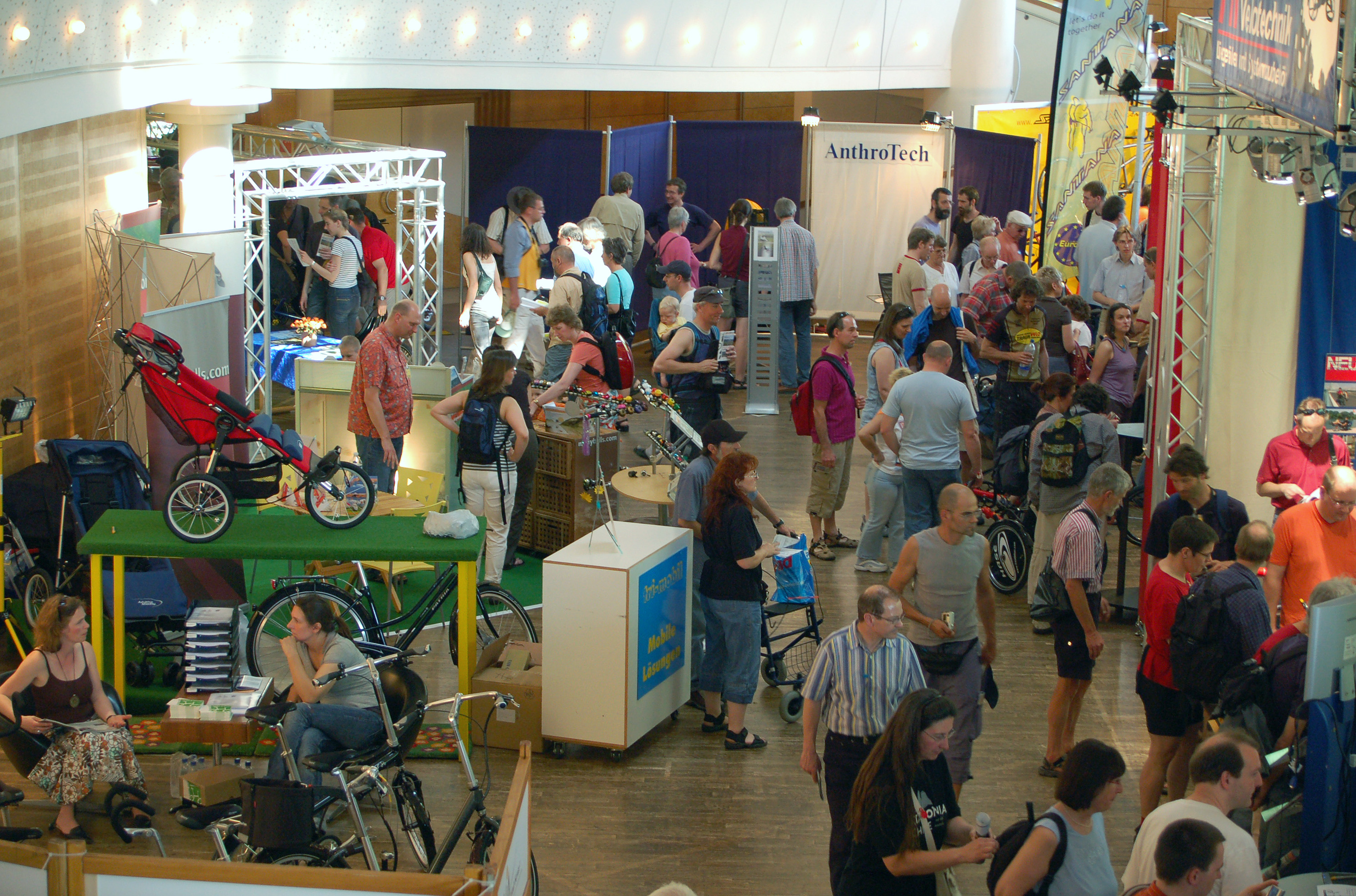
Benecykl — участник немецкой ярмарки специальных велосипедов

По информации исследователей университета имени Масарика, до 2007 года в Чехии ежегодно появлялось около 2-4 новых социальных предприятий. А в период с 2008 по 2012 — в год уже создавалось до 22 социальных предприятий. В 2014 году в Чехии было зарегистрировано около 200 социальных предприятий, средний оборот которых составлял около 3,6 миллионов чешских крон в год, а суммарный оборот — примерно 720 миллионов крон.
Примером социальных предприятий Чехии может служить компания Benecykl. В ней трудятся люди с ограниченными физическими возможностями. Они разрабатывают специальную велотехнику для детей и взрослых, в том числе с нарушениями здоровья. В 2009 году продукция компании получила награду на конкурсе Брно Престиж.
В сфере электроэнергетики в Чехии работает социальное предприятие Energeia. Полученную от производства электроэнергии прибыль направляют в помощь различным социальным организациям. Так на средства компании в Чехии начали строить первый в стране детский хоспис.